# Codice ATCvet QD51
Il codice ATCvet QD51 "Prodotti per il trattamento di artigli e zoccoli" è un sottogruppo del sistema di classificazione Anatomico Terapeutico e Chimico, un sistema di codici alfanumerici sviluppato dall'OMS per la classificazione dei farmaci e altri prodotti medici.
Il sottogruppo è per uso veterinario (codici ATCvet): QD51
Numeri nazionali della classificazione ATC possono includere codici aggiuntivi non presenti in questa lista, che segue la versione OMS.
Questo gruppo è vuoto